# Marta Stobba
Marta Stobba (* 15. Mai 1986 in Danzig) ist eine ehemalige polnische Fußballspielerin, die zuletzt beim BV Cloppenburg unter Vertrag stand. 

## Karriere

### Vereine
Stobba spielte beim LZS Osłonino und wechselte zum KKS Czarni Sosnowiec, bei dem sie 2001 ihre Profikarriere begann. Mit der Mannschaft aus Sosnowiec, gewann sie 2003 den Puchar Polski, den nationalen Vereinspokal. Nach fünf Jahren in Sosnowiec, verließ sie den Verein und wechselte zum Ligakonkurrenten UKS Gol Częstochowa. Dort absolvierte sie in ihren beiden Spielzeiten zwölf Tore in 31 Ligaspielen. Zur Saison 2008/09 verpflichtete sie der polnische Rekordmeister RTP Unia Racibórz. Bei Unia entwickelte sie sich zur Leistungsträgerin und gewann in drei Spielzeiten fünf Titel, am Saisonende 2008/09, den nationalen Vereinspokal. In den nächsten beiden Spielzeiten verhalf sie ihrem Verein mit acht Toren jeweils zum Double. Die Außenbahnspielerin wechselte im Juni 2011 nach Deutschland zum Zweitligisten BV Cloppenburg, mit dem sie 2013 als Staffelsieger Nord in die Bundesliga aufstieg. Ihr Bundesligadebüt für den BV Cloppenburg gab sie am 8. September 2013 (1. Spieltag) beim 3:3-Unentschieden im Auswärtsspiel gegen die SGS Essen.
Heute trainiert Stobba die 1. Damen des SV Bethens.
Zudem unterrichtet sie Sport an der Liebfrauenschule Cloppenburg.

### Nationalmannschaft
Stobba wurde im Frühjahr 2002 erstmals in die U-18-Nationalmannschaft berufen und debütierte am 21. April im Alter von 16 Jahren. In drei Jahren spielte sie in 23 Spielen und erzielte sechs Tore für die U-18-Auswahlmannschaft. Die Außenbahnspielerin ist seit 2003 A-Nationalspielerin Polens. Sie debütierte am 13. September 2003 in einem Qualifikationsspiel für die Europameisterschaft 2005 gegen Island. Sie nahm an der WM 2007 sowie an der Europameisterschaft 2009 teil.

## Erfolge
- Polnischer Meister 2009, 2010, 2011 mit RTP Unia Racibórz
- Polnischer Pokalsieger 2003, mit KKS Czarni Sosnowiec 2010, 2011 mit RTP Unia Racibórz